# Daniele Sebastiani
Daniele Sebastiani (Pescara, 13 febbraio 1965) è un dirigente sportivo e imprenditore italiano, presidente del Delfino Pescara 1936 e consigliere federale di Lega Pro della FIGC.

## Biografia
Cresciuto nel quartiere di Pescara colli, studia tecnica bancaria ed economia in città all'Università degli Studi "Gabriele d'Annunzio" specializzandosi nel settore parabancario, iniziando poi a vendere prodotti finanziari e Leasing per società del gruppo BNL negli anni 1980. Nel 1987 apre una sua partita iva continuando la vendita di prodotti finanziari.
Nel 2009, in seguito al fallimento della società calcistica del Pescara, inizia la sua attività dirigenziale coinvolgendo alcuni imprenditori pescaresi tra i quali Deborah Caldora, figlia dello storico ex presidente biancazzurro Armando, e l'industriale Giuseppe De Cecco, con i quali formerà una cordata che, attraverso l'istituzione di un nuovo sodalizio calcistico, acquisirà il titolo sportivo della precedente società, nel frattempo retrocessa nell'allora Lega Pro.
Nel novembre 2011 viene nominato presidente del club abruzzese, prendendo il posto di De Cecco. Durante la sua gestione, nel 2012 il Pescara fa ritorno in Serie A dopo quasi vent'anni. Tuttavia gli anni successivi sono caratterizzati da un'altalena tra prima e seconda serie, mentre nel decennio seguente la squadra si stabilizza tra Serie B e C.